# 1609 en arts plastiques
| Années des arts plastiques : 1606 - 1607 - 1608 - 1609 - 1610 - 1611 - 1612    |
| Décennies des arts plastiques : 1570 - 1580 - 1590 - 1600 - 1610 - 1620 - 1630 |

Annonciation, attribuée au Caravage.

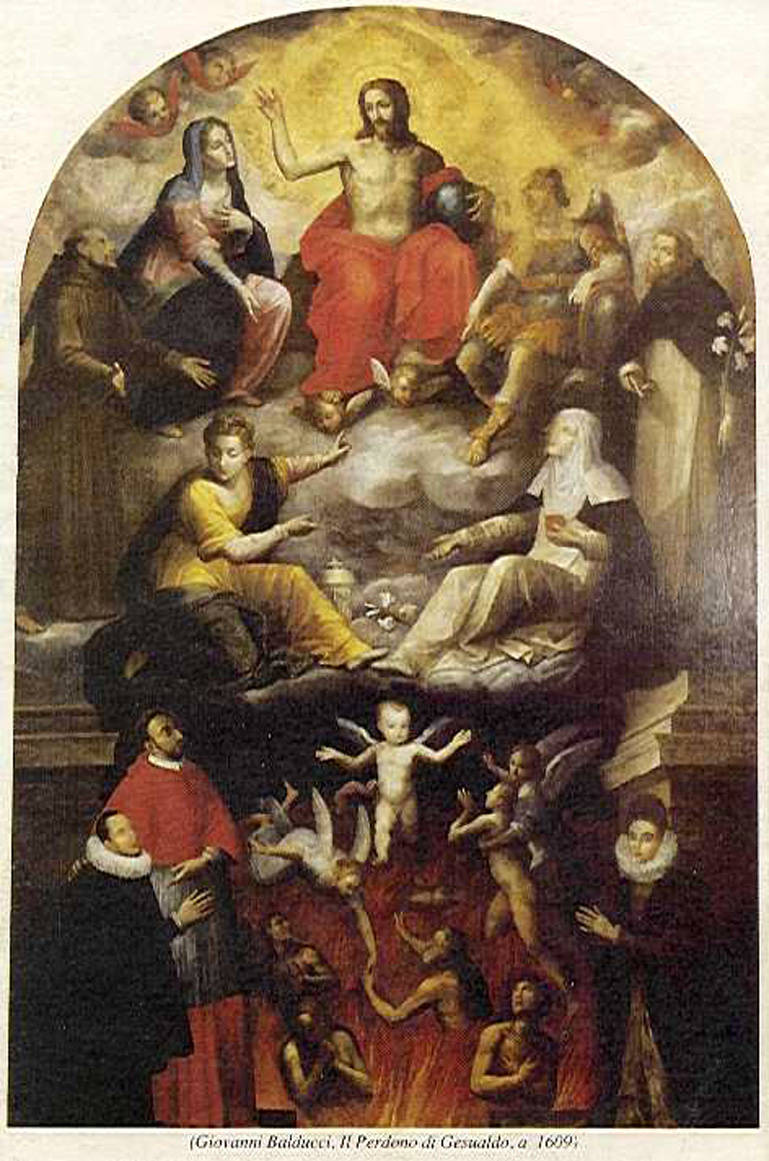
Il Perdono di Gesualdo de Giovanni Balducci.

Cette page concerne l'année 1609 en arts plastiques.

## Œuvres
- Il Perdono di Gesualdo, œuvre de Giovanni Balducci réalisée pour Carlo Gesualdo, prince de Venosa.
- Portrait de Jerónimo de Cevallos, huile sur toile par Le Greco.

## Naissances
- 23 mars : Johann Heinrich Schönfeld, peintre allemand († 1684),
- 23 mai : Giovanni Benedetto Castiglione, peintre, graveur et imprimeur italien († 5 mai 1664),
- 26 mai : Bernardin Mimault, peintre français († 1673),
- 28 juillet : Judith Leyster, peintre néerlandaise († 10 février 1660),
- ? :
  - Giovanni Angelo Canini, graveur et peintre baroque italien († 1666),
  - Laurent Jouvenet, peintre français († 17 novembre 1681),
  - Wu Weiye, peintre chinois († 1671),
- Vers 1609 :
- Nicolaus Knüpfer, peintre du siècle d'or néerlandais († 15 octobre 1655).

## Décès
- 16 avril : Giustino Salvolini, peintre maniériste italien (° vers 1516),
- 20 juillet : Federigo Zuccari, peintre et architecte italien (° entre 1539 et 1543),
- 17 septembre : Pierre Biard l'Aîné, sculpteur et architecte français (° 1559),
- 15 octobre : Joseph Heintz l'Ancien, peintre maniériste et architecte suisse (° 11 juin 1564),

- Date inconnue :
- Annibale Carracci, peintre italien (° 1560),
- Tiburzio Vergelli, sculpteur et fondeur italien (° 1551).